# HD151878
HD151878 — подвійна зоря. 
Ця подвійна система має видиму зоряну величину в смузі V приблизно 7,4.
Вона розташована на відстані близько 551,9 світлових років від Сонця.

## Подвійна зоря
Головна зоря цієї системи належить до хімічно пекулярних зір й має спектральний клас A5.
Інша компонента має  спектральний клас F5.